# Unione montana Centro Cadore

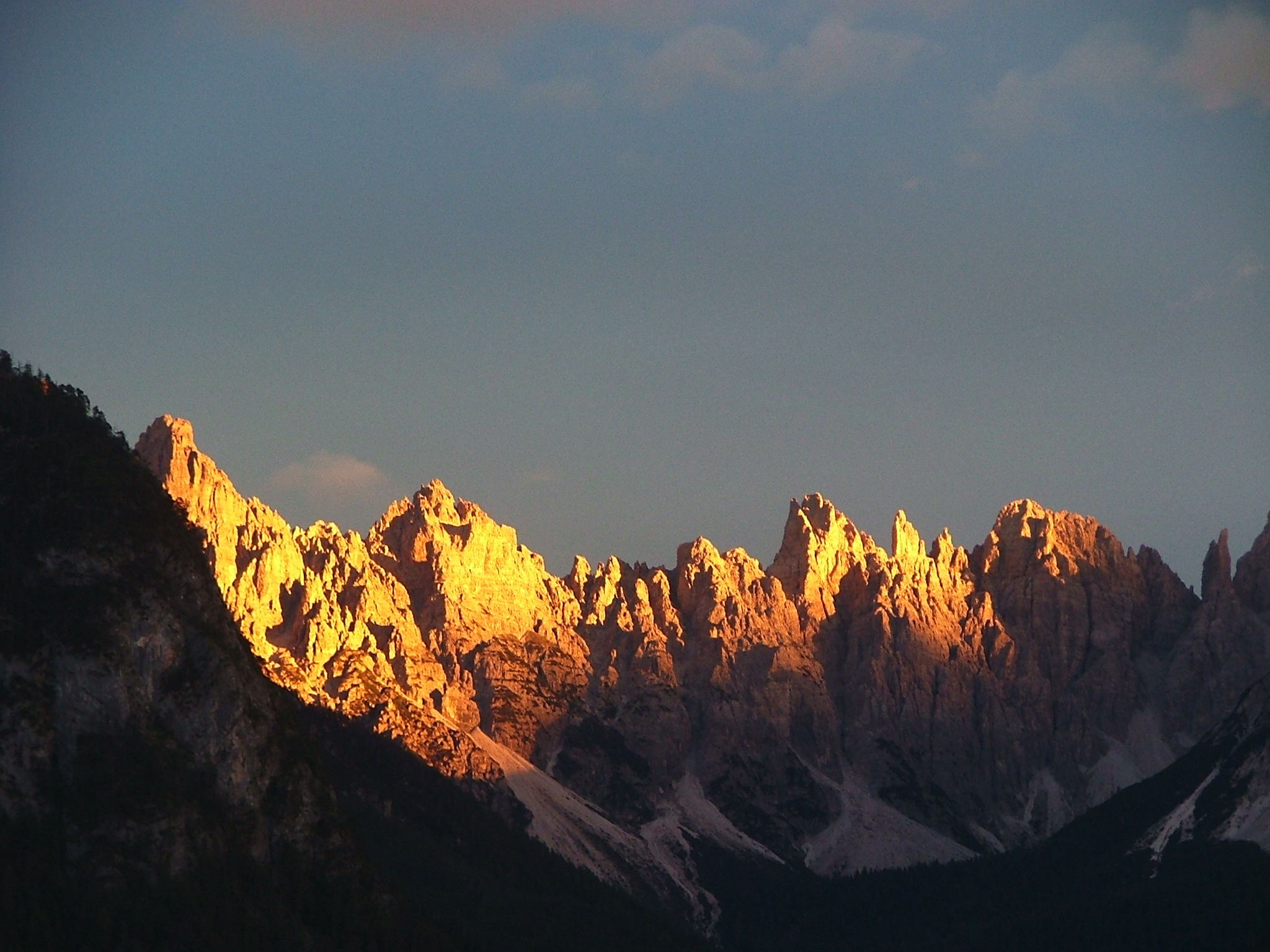
Gli Spalti di Toro al tramonto dai pressi di Domegge di Cadore

L'unione montana Centro Cadore è un'unione montana (già comunità montana) della provincia di Belluno che raggruppa otto comuni della fascia centrale del Cadore. La sede dell'ente si trova a Calalzo.
Il territorio comprende l'alto bacino del Piave, dalla val d'Ansiei a Perarolo. Vi sono esclusi, quindi, il Comelico e la valle del Boite.
Nel 2013 il comune di Valle di Cadore ha scelto di passare all'istituenda unione montana Valle del Boite.